# Kulturhuset Islands Brygge
Kulturhuset Islands Brygge er et kulturhus på Islands Brygge på vejen Islands Brygge midt i Havneparken. 
Kulturhuset Islands Brygge har over 300 kulturelle arrangementer om året  herunder koncerter, danseaftener, teater, loppemarkeder, fællesspisning og børnekultur. Husets lokaler kan lejes til møder, konferencer, selskaber og forskellige typer af aktiviteter som yoga, rytmik og gymnastik.  
Kulturhuset blev bygget i 2000 som en erstatning for det nedrevne kulturhus Gimle, som lå på Ny Tøjhusgrunden. Huset er tegnet af arkitektfirmaet Fogh og Følner Arkitektfirma ApS, som vandt arkitektkonkurrencen udskrevet af KUC. 
Kulturhuset Islands Brygge er en del af kulturenheden Kultur og Idræt Christianshavn - Vestamager i Kultur- og Fritidsforvaltningen, Københavns Kommune.

## Eksterne link
- Kulturhusets hjemmeside

55°40′0.59″N 12°34′34.57″Ø / 55.6668306°N 12.5762694°Ø